# Opistophthalmus harpei
Espèce
Opistophthalmus harpei est une espèce de scorpions de la famille des Scorpionidae.

## Distribution
Cette espèce est endémique du Hardap en Namibie. Elle se rencontre vers Kalkrand.

## Description
Opistophthalmus harpei mesure 90 mm.

## Étymologie
Cette espèce est nommée en référence à Micajah Harpe.

## Publication originale
- Harington, 2002 : Description of a new species of Opisthophthalmus C.L. Koch (Scorpiones, Scorpionidae) from southern Namibia. Revue Arachnologique, vol. 14, no 2, p. 25-30.